# 시트르산염

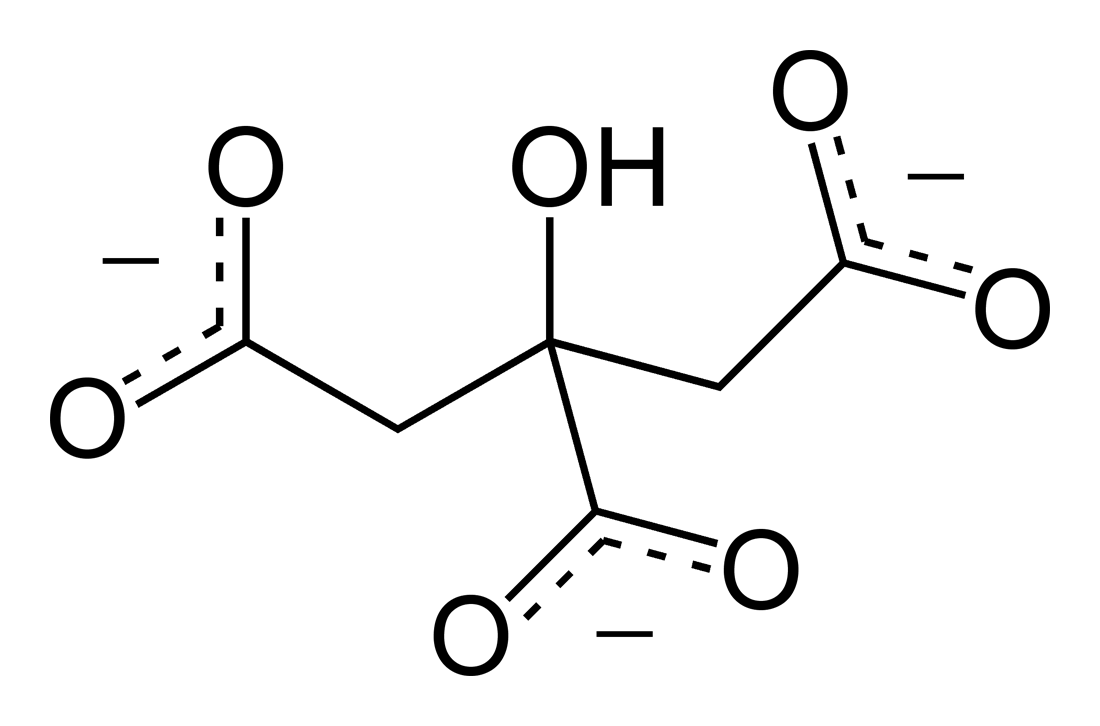
2차원 구조

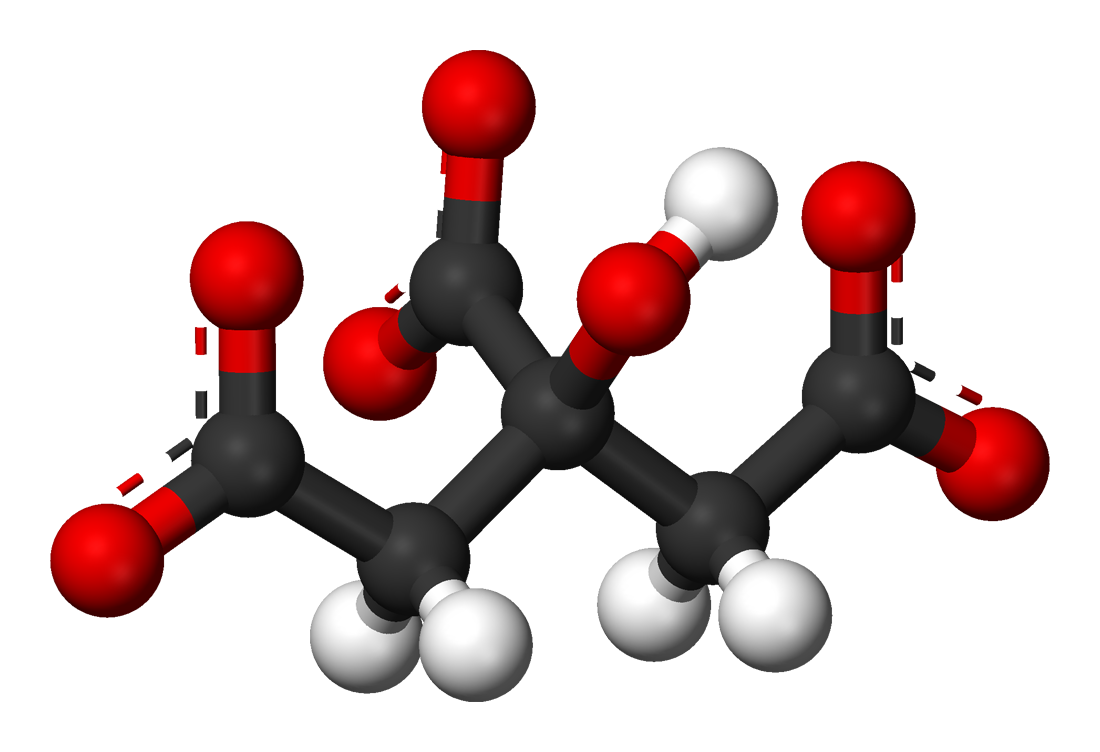
3차원 구조

구연산염(枸櫞酸塩), 시트르산염(citrate)은 시트르산의 짝염기 (C3H5O(COO)33−) 또는 시트르산의 에스터를 가리킨다. 전자의 경우 염은 시트르산 삼나트륨을, 에스터는 시트르산 트리에틸을 가리킨다.